# Henri Lacam
Henri Lacam est un dessinateur et animateur français, ayant travaillé sur plusieurs films d'animation, dont ceux de Paul Grimault.

## Filmographie
- Les Passagers de la Grande Ourse (il dessine Goe et Firmine le robot)
- Le Marchand de notes (la poupée danseuse)
- L'Épouvantail (le chat)
- La Flûte magique (Le Sir de Massouf)
- Le Petit Soldat (le petit soldat et le bonhomme de neige)
- La Bergère et le Ramoneur (directeur de l'animation)
- Le Diamant
- Le Chien mélomane